# Lichtschranke
Eine Lichtschranke ist in der Optoelektronik ein System, das die Unterbrechung eines Lichtstrahls erkennt und als elektrisches Signal anzeigt. Auf diese Weise können automatische Vorrichtungen bewegliche Objekte berührungslos detektieren. Zum Beispiel können Hindernisse bei selbsttätig schließenden Türen erkannt werden oder Eindringlinge durch Alarmanlagen.

## Funktionsweise
Lichtschranken bestehen aus einer Lichtstrahlenquelle (dem Sender) und einem Sensor (dem Empfänger) für diese Strahlung.
Als Lichtquelle kommen unter anderem Leuchtdioden mit einer Wellenlänge von 660 nm (sichtbares rotes Licht) oder Infrarot-LEDs mit 880–940 nm im Infrarotbereich zum Einsatz. Infrarotlicht hat den Vorteil, auf dunklen Materialien eine höhere Reichweite zu erzielen, auch ist es für das menschliche Auge nicht sichtbar. Der Vorteil beim Rotlicht besteht in der einfacheren Einstellung des Sensorsystems durch den sichtbaren Lichtfleck. Für besonders präzise Anwendungen (Kleinteileerkennung, hohe Wiederholgenauigkeit) wird i. d. R. Licht aus einer Laserdiode eingesetzt. Der Empfänger ist meist eine Photodiode oder ein Phototransistor, seltener auch ein Fotowiderstand.
Um eine Lichtschranke unempfindlich gegenüber Fremdlicht zu machen, wird die Strahlung, insbesondere bei weitreichenden Modellen, moduliert, um sie vom Umgebungslicht unterscheiden zu können. Zusätzlich kann ein dem menschlichen Auge fast schwarz erscheinender Infrarotfilter vor dem Empfänger angebracht sein, um höherfrequentes Licht, auch den sichtbaren Anteil des Tageslichtes, abzuschirmen.
Um die Reichweite zu erhöhen, sind meist Sender und Empfänger mit einem optisch bündelnden System, etwa einer Sammellinse, versehen. Zusätzlich können die Photodioden und Phototransistoren in ein Seitenlicht ausblendendes zylindrisches Blechgehäuse montiert werden, in dessen kreisförmige Öffnung eine kleine Linse aus Kunststoff oder Glas definiert eingepresst wird. Oft bestehen die Gehäuse von kleinen Sendern und Empfängern ganz aus dem schwarzen nur für IR durchsichtigen Kunststoff.
Um eine elektrische Zuleitung an einen zweiten Ort einzusparen, werden Sender und Empfänger häufig nahe beieinander doch optisch getrennt in einem Gehäuse integriert und werden zur Ausbildung der Lichtschranke genau auf einen Retroreflektor gerichtet, der meist aus Würfelecken an der Rückseite einer Kunststoffplatte gebildet wird.

## Bauarten
Man unterscheidet hauptsächlich die Bauarten Einweg-Lichtschranke, Reflexions-Lichtschranke und Lichtgitter.

### Einweg-Lichtschranke

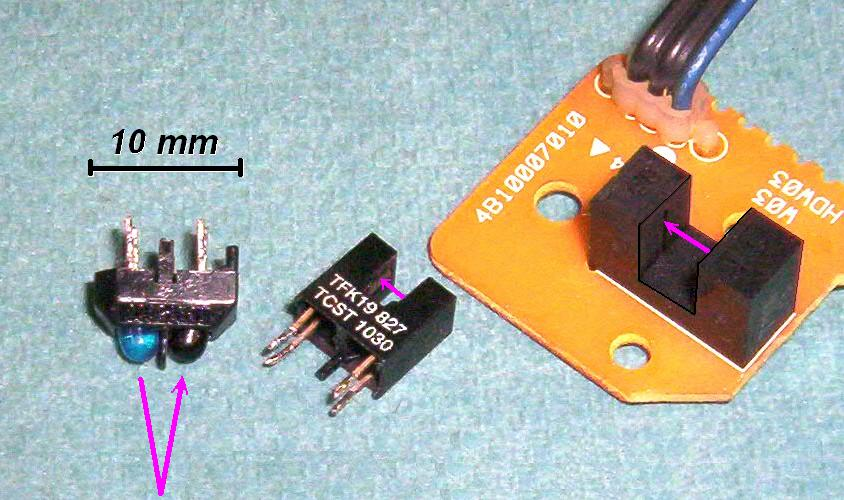
Reflexkoppler und Gabelkoppler (IR-Strahlwege sind in magenta dargestellt)

Bei Einweglichtschranken stehen sich Sender und Empfänger gegenüber. Dazu zählen Gabelkoppler und Gabellichtschranken, bei denen Sender und Empfänger im Abstand von 3–120 mm zueinander bereits vormontiert sind. Sind Sender und Empfänger in getrennten Gehäusen, müssen sie bei der Montage zueinander ausgerichtet montiert und mit Justierschrauben feinjustiert werden. Einweglichtschranken haben von allen Bauarten die größte Reichweite von bis zu 80 m.

### Reflexions-Lichtschranke

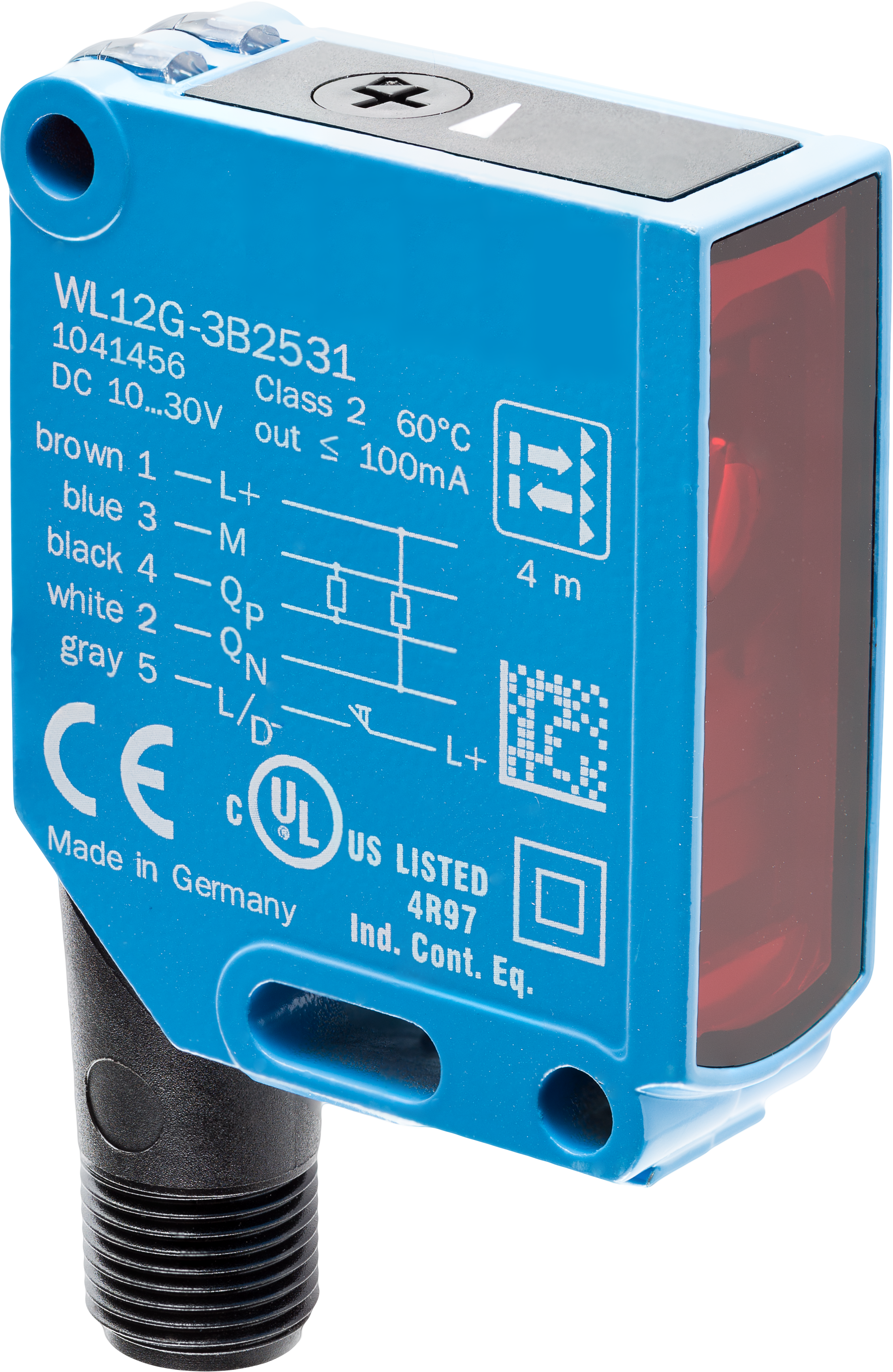
Reflexions-Lichtschranke

Sender und Empfänger befinden sich hier parallel zueinander in einem gemeinsamen Gehäuse. Das Lichtsignal wird an der gegenüberliegenden Seite an einem Reflektor zurückgeworfen. Kleine Reflexions-Lichtschranken werden auch als Reflexkoppler bezeichnet, sie arbeiten oft mit reflektierenden, selbstklebenden Folienmarken auf bewegten Teilen.
Die Versionen mit Reflektor unterscheiden sich hinsichtlich der Verwendung eines Polarisationsfilters. Versionen mit Polarisationsfilter arbeiten nur mit einem Retroreflektor bzw. Rückstrahler, nicht jedoch mit einer glatten Spiegelfläche. Eine solche wird als Unterbrechung erkannt; das schafft zusätzliche Sicherheit, da z. B. so auch ein blanker Metallgegenstand sicher als Unterbrechung erkannt wird. Die Verwendung von Retroreflektoren und Reflexions-Lichtschranken vereinfacht deren Montage erheblich durch den  geringeren Verkabelungsaufwand und da keine genaue Ausrichtung des Reflektors zur Lichtschranke erforderlich ist.

### Reflexions-Lichttaster
Das Lichtsignal wird bei diesen über das zu detektierende Objekt selbst zurückgeworfen. Der Schaltabstand ist deshalb von den Reflexionseigenschaften der Objektoberfläche abhängig. Sender und Empfänger befinden sich auch hier parallel zueinander in einem gemeinsamen Gehäuse.
Neben den rein energetisch arbeitenden Reflexionslichttastern haben vor allem die Reflexions-Lichttaster mit Hintergrundausblendung große praktische Bedeutung, da sie in der Lage sind, dunkle Objekte vor hellem Hintergrund zu erkennen. Sind sie darüber hinaus zur Entfernungsbestimmung in der Lage, heißen sie Abstandssensor – sie arbeiten dann meist nach dem Prinzip der Triangulation und enthalten eine positionsempfindliche Photodiode (PSD) statt des Phototransistors. Mit diesen können Reflexions-Lichttaster aufgebaut werden, die verschiedene Objekte (z. B. auf einem Transportband) voneinander unterscheiden können. Es gibt auch Abstandssensoren mit Schaltfunktion, die nach dem Prinzip der Lichtlaufzeitmessung arbeiten (siehe elektrooptische Entfernungsmessung). Sie erreichen eine größere Reichweite als Reflexions-Lichttaster (bis 75 m).
Siehe auch Reflex-Koppler.

### Lichtgitter
Neben den einfachen Versionen mit nur einem Lichtstrahl gibt es auch sogenannte Lichtgitter oder Lichtvorhänge, die mit mehreren parallelen Lichtstrahlen arbeiten. Mit diesen kann eine große Fläche überwacht werden, z. B. der Zugang zu einer Maschine als berührungslos wirkende Schutzeinrichtung oder einem alarmgesicherten Raum. Mit einem Lichtgitter werden Öffnungen von Gebäudelift-Fahrkörben viel besser abgesichert als mit einer einzelnen Lichtschranke in Knöchelhöhe, wie es bis 1970 noch Standard war.

### Faseroptische Lichtschranke
Auch gibt es faseroptische Sensoren, bei denen Optik und Elektronik separat angeordnet und mittels Lichtleiter verbunden sind. Sie werden zum Beispiel bei beengten Einbauverhältnissen eingesetzt. Einweg- und Reflexions-Lichtschranken sind möglich.